# Peiting
Peiting là một đô thị tại huyện Weilheim-Schongau, bang Bayern, Đức. Đô thị này tọa lạc on the right bank of Lech, 3 km về phía đông nam của Schongau, và 17 km về phía bắc của Weilheim in Oberbayern.